# Agrostis ushae
Agrostis ushae är en gräsart som beskrevs av Henry John Noltie. Agrostis ushae ingår i släktet ven, och familjen gräs.
Artens utbredningsområde är Sikkim. Inga underarter finns listade i Catalogue of Life.